# Santa Cruz da Vitória
Santa Cruz da Vitória là một đô thị thuộc bang Bahia, Brasil. Đô thị này có diện tích 250,035 km², dân số năm 2007 là 7296 người, mật độ 29,2 người/km².